# Insaf Yahyaoui (judokate)
Pour les articles homonymes, voir Insaf Yahyaoui.
Insaf Yahyaoui, née le 3 janvier 1981, est une judokate tunisienne.

## Carrière
Elle remporte la médaille de bronze en plus de 78 kg aux championnats d'Afrique 2000, la médaille d'or en plus de 78 kg aux Jeux de la Francophonie de 2001, la médaille d'argent en plus de 78 kg et toutes catégories aux championnats d'Afrique 2001, la médaille de bronze en plus de 78 kg et toutes catégories aux championnats d'Afrique 2002, la médaille de bronze en plus de 78 kg et la médaille d'argent toutes catégories aux Jeux africains de 2003. Elle obtient encore la médaille d'or en plus de 78 kg et toutes catégories aux championnats d'Afrique 2004.
Elle termine à la cinquième place des Jeux olympiques d'été de 2004 (catégorie femmes de plus de 78 kg) après sa défaite face à la Russe Tea Dongouzachvili. Aux championnats d'Afrique 2005, elle est double médaillée d'argent, en plus de 78 kg et toutes catégories.